# Stazione di Villadossola
Stazione di Villadossola vasútállomás Olaszországban, Villadossola településen.

## Vasútvonalak
Az állomást az alábbi vasútvonalak érintik:
- Domodossola-Novara-vasútvonal

## Kapcsolódó állomások
A vasútállomáshoz az alábbi állomások vannak a legközelebb:
- Stazione di Pallanzeno
- Stazione di Domodossola